# Jonas Vingegaard
Jonas Vingegaard Hansen (Hillerslev, 10 dicembre 1996) è un ciclista su strada danese che corre per il Team Visma-Lease a Bike.
Soprannominato Vingo o Il Re pescatore, è professionista dal 2019 e ha caratteristiche di scalatore.
Considerato uno dei migliori scalatori della sua generazione, la sua rivalità con Tadej Pogačar è considerata una delle più grandi di sempre. In carriera ha vinto due Tour de France, nel 2022 e nel 2023, oltre a un Giro dei Paesi Baschi, un Giro del Delfinato e una Tirreno-Adriatico.

## Carriera

### 2016-2020: gli inizi e l'esordio nel professionismo
Vingegaard cresce a Hillerslev, dove alterna gli allenamenti in bicicletta e aiuta i genitori lavorando al mercato del pesce locale. Dopo le prime esperienze con la pallamano e col calcio inizia la carriera professionistica nel maggio 2016, quando viene messo sotto contratto dalla formazione Continental danese ColoQuick; nello stesso anno, all'età di 19 anni, si classifica secondo al Tour of China I.
Nel 2019 firma il suo primo contratto da professionista con il WorldTeam olandese Jumbo-Visma e in quell'anno ottiene la sua prima vittoria nel World Tour, facendo sua la sesta tappa del Giro di Polonia. Nel 2020 prende parte alla Vuelta a España come gregario del capitano Primož Roglič, vincitore della corsa.

### 2021: il secondo posto al Tour
Esordisce nel 2021 prendendo parte all'UAE Tour, dove vince la quinta tappa, per poi vincere due tappe e la classifica finale della Settimana Internazionale Coppi e Bartali (corsa nella quale ottiene anche la vittoria della classifica a punti); conclude quindi secondo, dietro al compagno di squadra Roglič, nella classifica generale del Giro dei Paesi Baschi. 
A fine giugno si presenta per la prima volta al Tour de France, correndo nuovamente in veste di gregario di Roglič. Ottiene due secondi e due terzi posti, concludendo la Grande Boucle al secondo posto della classifica finale, con un ritardo di 5'20" sul vincitore Tadej Pogačar. Il risultato conseguito lo rende il secondo ciclista danese a salire sul podio del Tour de France dopo Bjarne Riis, vincitore dell'edizione 1996.

### 2022: la vittoria al Tour de France

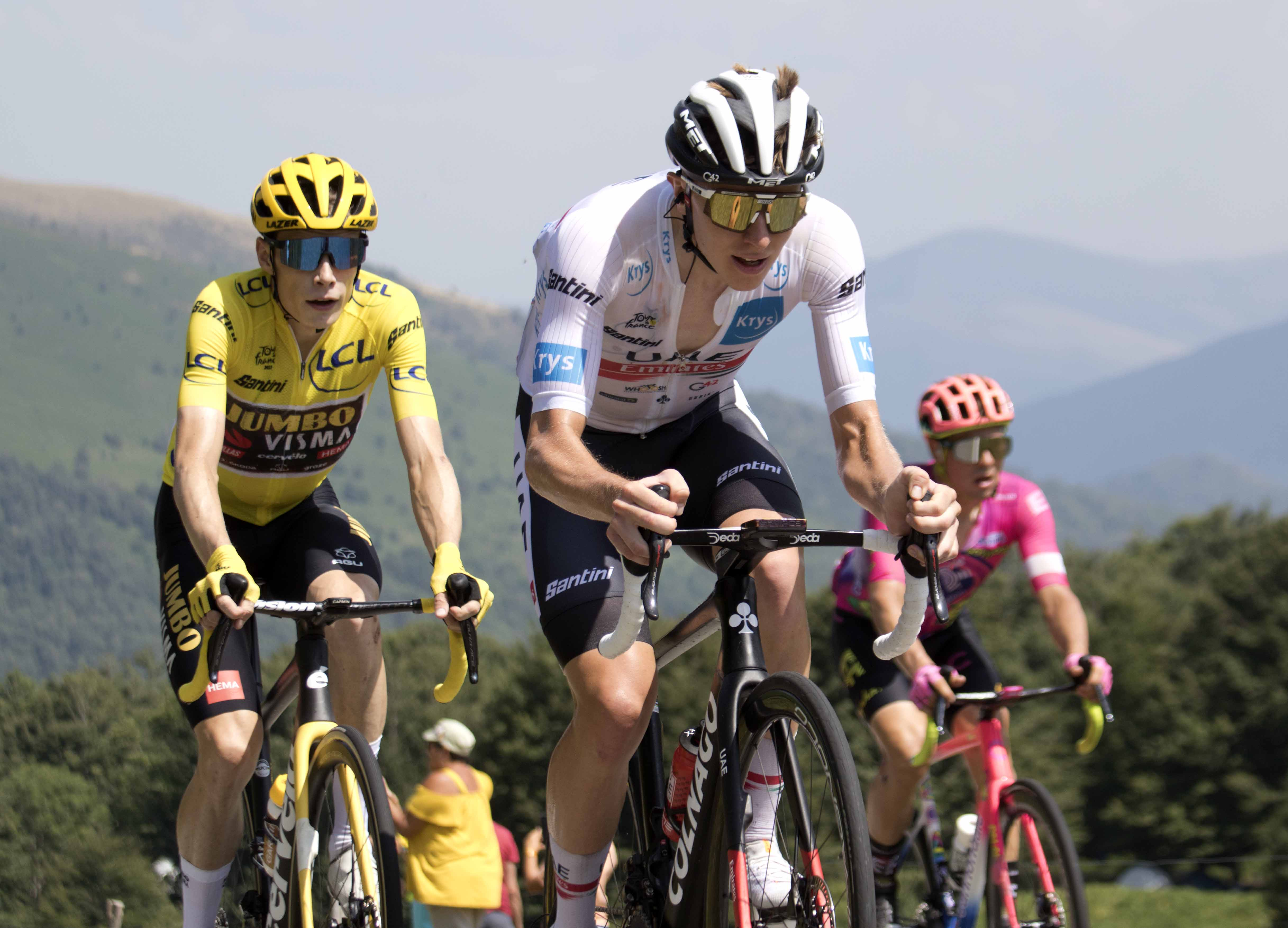
Vingegaard in maglia gialla preceduto da Pogačar nel corso del Tour de France 2022

Nei primi mesi del 2022 vince la Drôme Classic (tuttora l'unica corsa in linea vinta dal danese da professionista). Ottiene un secondo posto in classifica generale alla Tirreno-Adriatico, nuovamente battuto da Pogačar; è poi sesto al Giro dei Paesi Baschi. In giugno conclude secondo al Giro del Delfinato, dietro al compagno di squadra Roglič, dopo aver vinto la frazione conclusiva al Plateau de Solaison.
Prende parte al Tour de France, questa volta in veste di capitano della Jumbo-Visma: riesce a strappare la maglia gialla a Pogačar nel corso dell'undicesima tappa, con arrivo posto sul Col du Granon. Sui Pirenei vince anche la diciottesima tappa e conquista infine il primo posto in classifica generale, con un vantaggio di 2'43" su Pogačar.
Dopo la vittoria al Tour si prende un periodo di riposo, tornando alle corse a settembre dello stesso anno in occasione del Giro di Croazia; in questa occasione si aggiudica la terza e la quinta tappa del giro, concludendo la manifestazione al secondo posto in classifica generale. Chiude il 2022 prendendo parte al Giro di Lombardia.

### 2023: il secondo Tour

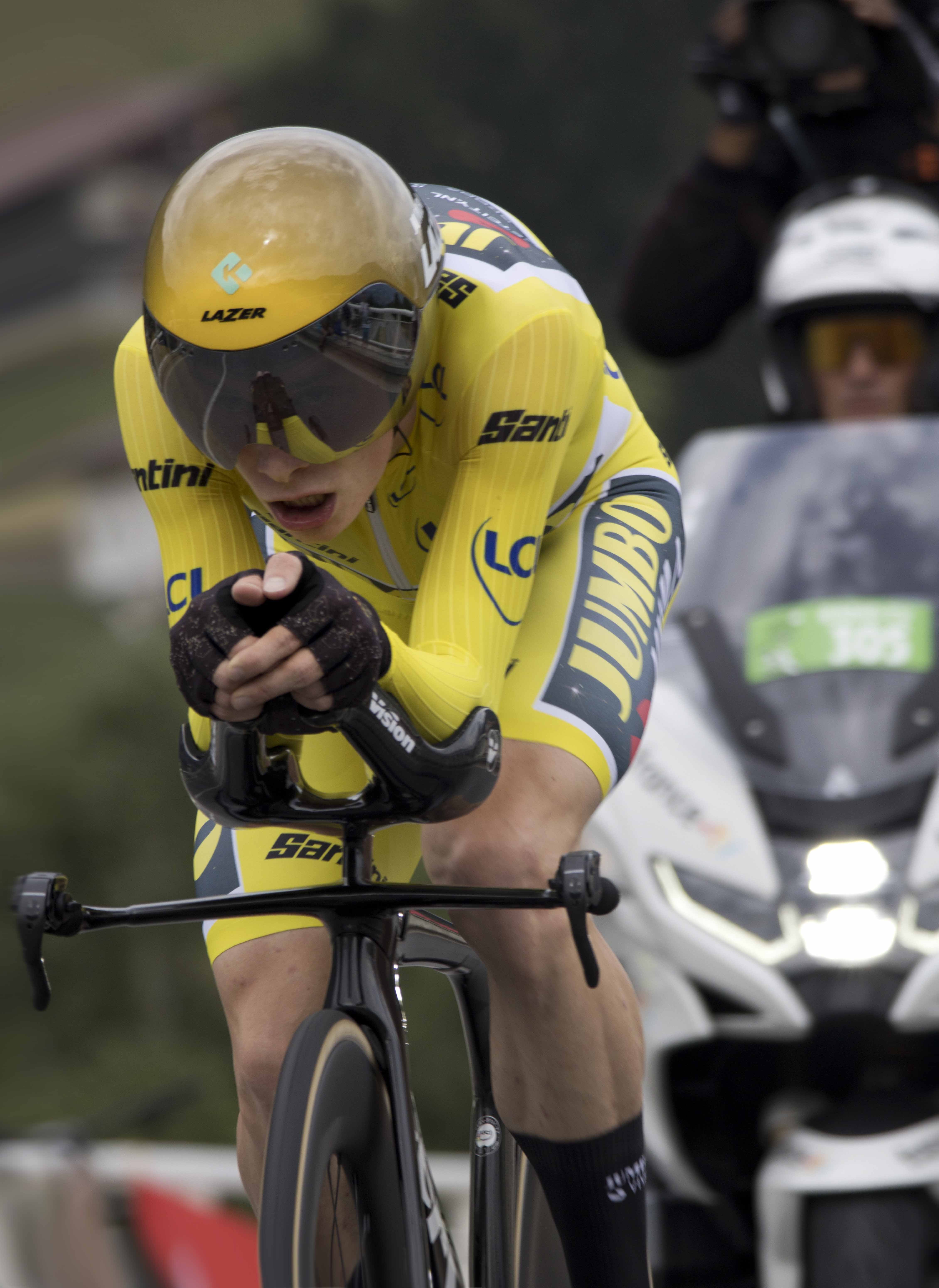
Vingegaard al Tour de France 2023

Esordisce nel 2023 conquistando, con tre successi di tappa, la classifica generale e quella degli scalatori nel Gran Camiño. Si presenta poi al Giro dei Paesi Baschi vincendo la terza, la quarta e la sesta frazione; chiude la corsa al primo posto in classifica generale, vincendo anche la classifica a punti. In avvicinamento al Tour partecipa al Giro del Delfinato, dove ottiene due vittorie (nella quinta e nella settima tappa) e chiude nuovamente al primo posto in classifica generale. 
Si presenta dunque alla Grande Boucle, dove conquista la maglia gialla nel corso della sesta frazione con arrivo a Cauterets-Cambasque; ottiene una vittoria nella cronometro con arrivo a Combloux, e, per la seconda volta in carriera, chiude la corsa al primo posto infliggendo sul traguardo di Parigi un ritardo di 7'29" a Pogačar, secondo classificato. Termina la stagione prendendo parte alla Vuelta a España, dove vince la tredicesima e la sedicesima tappa e chiude al secondo posto dietro al compagno di squadra Sepp Kuss.

### 2024: la Tirreno-Adriatico e l'infortunio

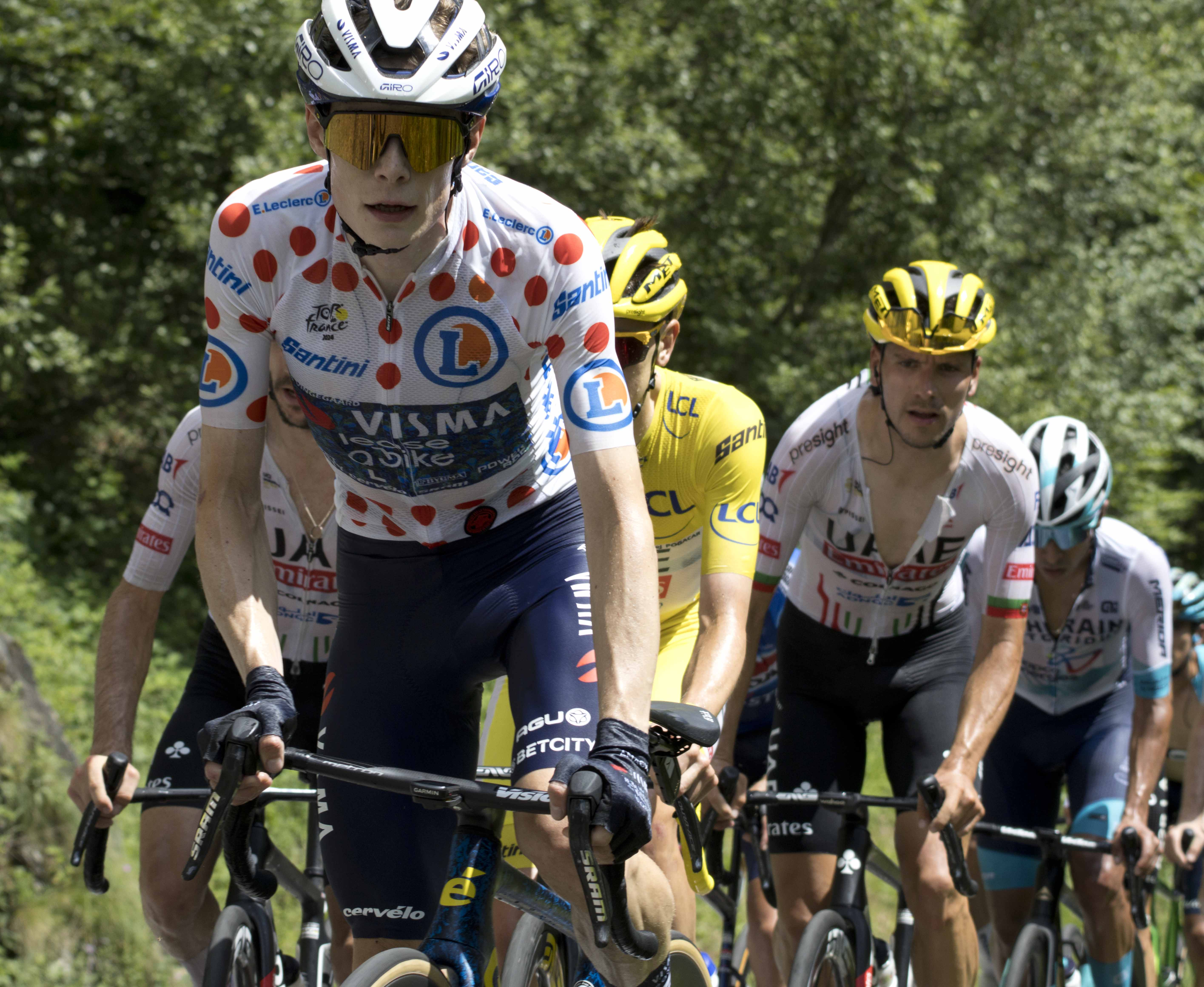
Vingegaard in maglia a pois al Tour de France 2024

Comincia la stagione 2024 vincendo nuovamente il Gran Camiño. Prende poi parte alla Tirreno-Adriatico dove chiude al primo posto in classifica generale con due vittorie di tappa. La sua stagione è però messa a dura prova nella quarta frazione del Giro dei Paesi Baschi, dove, insieme a molti altri corridori, è vittima di una rovinosa caduta che gli causa diverse fratture ed uno pneumotorace. Dopo vari giorni in terapia intensiva, le condizioni del corridore migliorano e ottiene il via libera per uscire dall'ospedale. Ad un mese di distanza dal terribile incidente, torna in sella alla bici. 
A fine giugno riesce a presentarsi al Tour de France, nel quale vince l'undicesima frazione con arrivo a Le Lioran, battendo Pogačar in volata. Conclude la Grande Boucle al secondo posto, alle spalle dello stesso Pogačar e davanti al belga Remco Evenepoel. Ad agosto prende parte al Giro di Polonia conquistando la classifica generale, pur senza conseguire alcun successo di tappa.

## Vita privata
Jonas Vingegaard è sposato con Trine Hansen, da cui ha preso il secondo cognome; i due hanno due figli.

## Palmarès

### Strada
- 2018 (Team ColoQuick)

Prologo Giro della Valle d'Aosta (Saint-Gervais-les-Bains > Saint-Nicolas de Véroce, cronometro)
- 2019 (Jumbo-Visma, una vittoria)

6ª tappa Giro di Polonia (Zakopane > Kościelisko)
- 2021 (Jumbo-Visma, quattro vittorie)

5ª tappa UAE Tour (Fujaira Marine Club > Jebel Jais)
2ª tappa Settimana Internazionale di Coppi e Bartali (Riccione > Sogliano al Rubicone)
4ª tappa Settimana Internazionale di Coppi e Bartali (San Marino > San Marino)
Classifica generale Settimana Internazionale di Coppi e Bartali
- 2022 (Jumbo-Visma, sette vittorie)

Drôme Classic
8ª tappa Giro del Delfinato (Saint-Alban-Leysse > Plateau de Solaison)
11ª tappa Tour de France (Albertville > Col du Granon/Serre Chevalier)
18ª tappa Tour de France (Lourdes > Hautacam)
Classifica generale Tour de France
3ª tappa Tour of Croatia (Sinj > Primošten)
5ª tappa Tour of Croatia (Opatija > Labin)
- 2023 (Jumbo-Visma, quindici vittorie)

2ª tappa Gran Camiño (Tui > A Guarda)
3ª tappa Gran Camiño (Esgos > Rubiá (Alto do Castelo))
4ª tappa Gran Camiño (Novo Milladoiro > Santiago di Compostela, cronometro)
Classifica generale Gran Camiño
3ª tappa Giro dei Paesi Baschi (Errenteria > Villabona)
4ª tappa Giro dei Paesi Baschi (Santurtzi > Santurtzi)
6ª tappa Giro dei Paesi Baschi (Eibar > Eibar)
Classifica generale Giro dei Paesi Baschi
5ª tappa Giro del Delfinato (Cormoranche-sur-Saône > Salins-les-Bains)
7ª tappa Giro del Delfinato (Porte-de-Savoie > Col de la Croix-de-Fer)
Classifica generale Giro del Delfinato
16ª tappa Tour de France (Passy > Combloux, cronometro)
Classifica generale Tour de France
13ª tappa Vuelta a España (Formigal > Colle del Tourmalet)
16ª tappa Vuelta a España (Liencres > Bejes)
- 2024 (Team Visma-Lease a Bike, nove vittorie)

2ª tappa Gran Camiño (Taboada > Chantada)
3ª tappa Gran Camiño (Xinzo de Limia > Castelo de Ribadavia)
4ª tappa Gran Camiño (Ponteareas > Tui)
Classifica generale Gran Camiño
5ª tappa Tirreno-Adriatico (Torricella Sicura > Valle Castellana)
6ª tappa Tirreno-Adriatico (Sassoferrato > Cagli/Monte Petrano)
Classifica generale Tirreno-Adriatico
11ª tappa Tour de France (Évaux-les-Bains > Le Lioran)
Classifica generale Giro di Polonia
- 2025 (Team Visma-Lease a Bike, due vittorie)

5ª tappa Volta ao Algarve (Salir > Alto do Malhão, cronometro)
Classifica generale Volta ao Algarve

#### Altri successi
- 2017 (Team ColoQuick)

Classifica giovani Tour du Loir-et-Cher
- 2018 (Team ColoQuick)

Classifica giovani Tour du Loir-et-Cher
4ª tappa Tour de l'Avenir (Orléans > Orléans, cronosquadre)
- 2019 (Jumbo-Visma)

1ª tappa Hammer Stavanger (Stavanger, cronosquadre)
Classifica generale Hammer Stavanger
- 2021 (Jumbo-Visma)

Classifica a punti Settimana Internazionale di Coppi e Bartali
Classifica giovani Giro dei Paesi Baschi
- 2022 (Jumbo-Visma)

Classifica scalatori Tour de France
- 2023 (Jumbo-Visma)

Classifica scalatori Gran Camiño
3ª tappa Parigi-Nizza (Dampierre-en-Burly > Dampierre-en-Burly, cronosquadre)
Classifica a punti Giro dei Paesi Baschi
- 2024 (Team Visma-Lease a Bike)

Classifica a punti Gran Camiño
Classifica scalatori Gran Camiño
Classifica scalatori Tirreno-Adriatico

## Piazzamenti

### Grandi Giri
- Tour de France

2021: 2º
2022: vincitore
2023: vincitore
2024: 2º
2025: 2°
- Vuelta a España

2020: 46º
2023: 2º

### Classiche monumento
- Liegi-Bastogne-Liegi

2020: 84º
2021: 28º
2022: ritirato
- Giro di Lombardia

2020: ritirato
2021: 14º
2022: 16º

### Competizioni mondiali
- Campionati del mondo

Innsbruck 2018 - In linea Under-23: 63º